# Aktis
Aktis (gr. Ἀκτίς) − w mitologii greckiej jeden z Heliadów, syn boga Heliosa i nimfy Rode, wnuk Posejdona. Podobnie jak bracia był astrologiem, i razem z nimi zabił Tenagesa, który był z nich najmądrzejszy. Potem odpłynął do Egiptu i założył tam miasto, które nazwał Heliopolis na cześć swojego ojca Heliosa. Od niego Egipcjanie uczyli się wiedzy astrologicznej. 

## W kulturze
- Diodor Sycylijski, Biblioteka historyczna
- Strabon, Geografia